# Merlscheid (bei Pronsfeld)

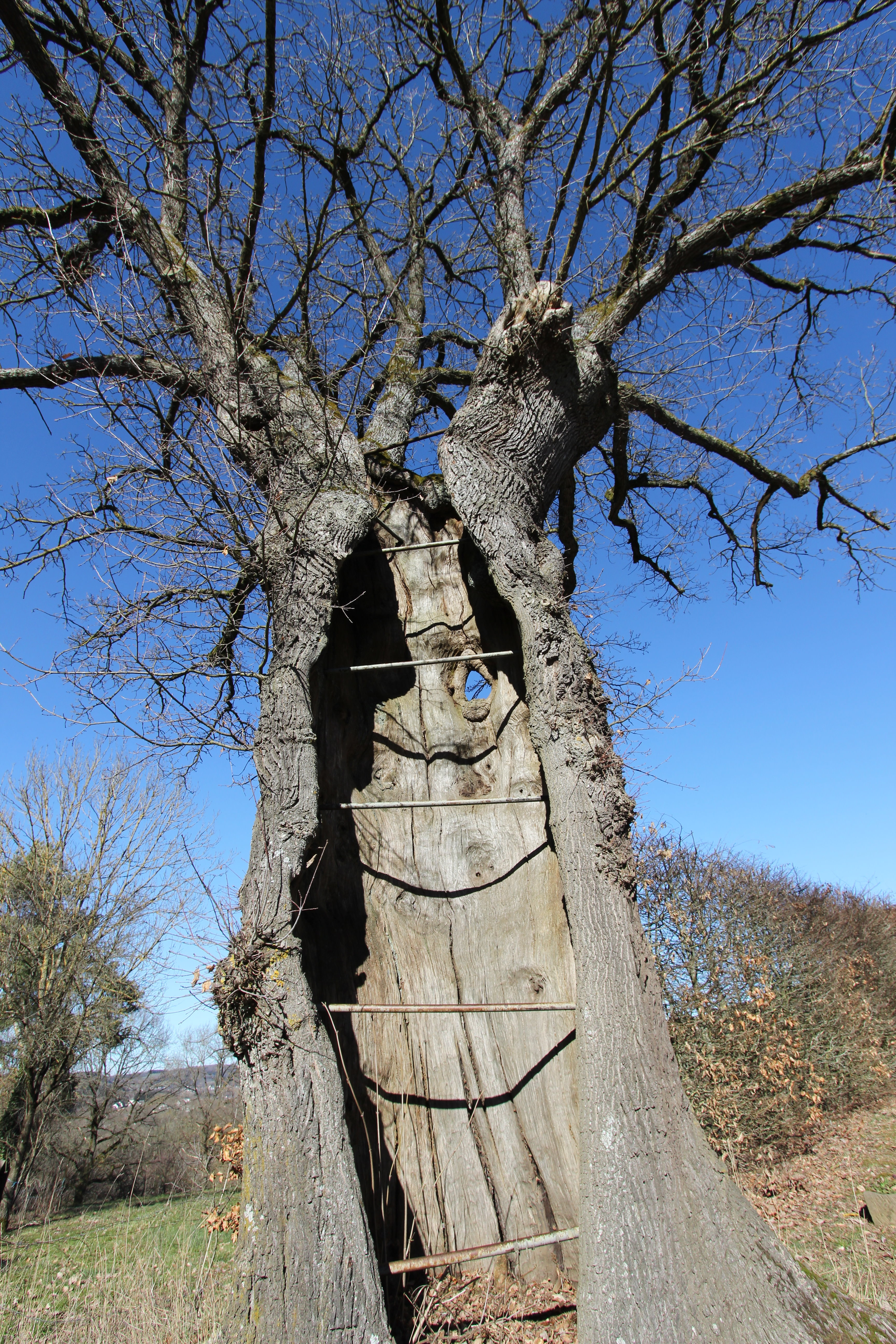
Naturdenkmal Starkeiche um 1650

Merlscheid ist eine Ortsgemeinde im Eifelkreis Bitburg-Prüm in Rheinland-Pfalz. Sie gehört der Verbandsgemeinde Arzfeld an.

## Geographische Lage
Der Ort liegt in der westlichen Eifel an der Mündung des Merlbaches in die Prüm. Der Ort liegt in Hanglage in einer Höhe von 360 bis 390 m ü. NHN. Nächstgelegene größere Stadt ist das rund 20 Kilometer südöstlich liegende Bitburg.
Nachbarorte von Merlscheid sind die Ortsgemeinden Lünebach in Norden, Lierfeld im Nordosten, Eilscheid im Osten und Dackscheid im Südosten, der Ortsteil Heilhausen der Ortsgemeinde Waxweiler im Süden sowie die Ortsgemeinde Kinzenburg im Südwesten.

## Geschichte
Auf der gegenüberliegenden Seite der Prüm wurden Siedlungsreste aus römischer Zeit gefunden.
Erstmals urkundlich erwähnt wurde der Ort im Jahr 1459 als „Merhelscheit“. Er gehörte bis zum Ende des 18. Jahrhunderts zum Kondominium Pronsfeld, das unter der gemeinsamen Landeshoheit des Kurfürstentums Trier und des Herzogtums Luxemburg stand.
Die Inbesitznahme des Linken Rheinufers durch französische Revolutionstruppen beendete die alte Ordnung. Während der französischen Verwaltung (1795–1814) wurde Merlscheid von der Mairie Lünebach verwaltet, die zum Kanton Arzfeld des Arrondissements Bitburg (Bitbourg) im Departement der Wälder gehörte.
Nach der Niederlage Napoleons kam der Ort aufgrund der 1815 auf dem Wiener Kongress getroffenen Vereinbarungen zum Königreich Preußen. Aus der Mairie wurde die Bürgermeisterei (ab 1927 das Amt) Lünebach, welches nachfolgend in das Amt Waxweiler aufging.
Als Folge des Ersten Weltkriegs war die gesamte Region dem französischen Abschnitt der Alliierten Rheinlandbesetzung zugeordnet.  Nach dem Zweiten Weltkrieg wurde Merlscheid innerhalb der französischen Besatzungszone Teil des damals neu gebildeten Landes Rheinland-Pfalz.
Bevölkerungsentwicklung
Die Entwicklung der Einwohnerzahl von Merlscheid, die Werte von 1871 bis 1987 beruhen auf Volkszählungen:
| Jahr | Einwohner |
| ---- | --------- |
| 1815 | 20        |
| 1835 | 37        |
| 1871 | 52        |
| 1905 | 49        |
| 1939 | 59        |
| 1950 | 53        |
| 1961 | 57        |

| Jahr | Einwohner |
| ---- | --------- |
| 1970 | 63        |
| 1987 | 52        |
| 1997 | 37        |
| 2005 | 38        |
| 2011 | 35        |
| 2017 | 39        |

## Politik

### Bürgermeister
Thomas Schier ist seit dem 2. Juli 2014 Ortsbürgermeister von Merlscheid.
Schiers Vorgänger, sein Vater Peter Schier, hatte das Amt 20 Jahre ausgeübt.

### Wappen
| Wappen von Merlscheid | Blasonierung: „Mittig oben eine grüne Eiche mit gespaltetem Stamm und goldenen (gelben) Eicheln auf silbernem Grund, vorn drei goldene (gelbe) Ähren auf Blau, hinten drei schräggestellte goldene (gelbe) Wellenlinien auf Grün.“                                   |
| Wappen von Merlscheid | Wappenbegründung: Der Baum in der Mitte steht für die etwa 350 Jahre alte und hohle Eiche, das Wahrzeichen von Merlscheid, die Ähren für die lange für den Ort bedeutsame Landwirtschaft, die drei Wellenlinien für die Fließgewässer Merlbach, Esbach und die Prüm. |

## Sehenswürdigkeiten
Zu einem Hof von 1857 gehören ein Backhaus und eine Schmiede, die vermutlich bereits im 17. Jahrhundert erbaut wurden. Das Innere der Feldschmiede stammt aus der Zeit des Ersten Weltkriegs und ist komplett erhalten.
Auf dem Gemeindegebiet finden sich drei Schaftkreuze aus den Jahren 1774, 1777 und 1808.
Ein sehenswertes Naturdenkmal ist eine etwa 350 Jahre alte und fast vollständig hohle Eiche, die immer noch Blätter trägt.

## Wirtschaft
Die Gemeinde lebte in der Vergangenheit überwiegend von der Landwirtschaft. Von ehemals acht Vollerwerbslandwirten sind heute allerdings keine verblieben. Der Strukturwandel zwang die Landwirte zur Betriebsaufgabe oder zur Umstellung auf Nebenerwerb.

## Persönlichkeiten
- Hubert Junker (1891–1971), Theologe